# Prodidomus beattyi
Prodidomus beattyi là một loài nhện trong họ Gnaphosidae.
Loài này thuộc chi Prodidomus. Prodidomus beattyi được Norman I. Platnick miêu tả năm 1977.